# Leiferde
Leiferde är en kommun och ort i Landkreis Gifhorn i förbundslandet Niedersachsen i Tyskland. Kommunen har cirka 4 400 invånare.
Kommunen ingår i kommunalförbundet Samtgemeinde Meinersen tillsammans med ytterligare tre kommuner.

## Administrativ indelning
Leiferde består av två Ortsteile.
- Kernort Leiferde
- Dalldorf

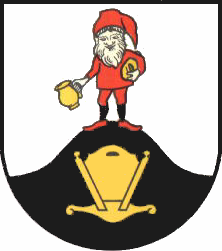
Dalldorfs vapen.